# Животът е сън
„Животът е сън“ е театрална пиеса на Педро Калдерон де ла Барка, издадена през 1635 г. и принадлежаща към литературното движение на барока. Централната тема е свободата на човешкото същество да конфигурира живота си, без да бъде увлечен от предполагаема съдба.
Концепцията за живота като мечта е много стара, има препратки в индуската мисъл, персийския мистицизъм, будисткия морал, юдео-християнската традиция и гръцката философия. Ето защо дори е смятан за литературна тема.
Според работата на Платон, човек живее в свят на мечтите, на тъмнината, в плен в пещера, от която може да се освободи само като прави Добро; само тогава човек ще се откаже от материята и ще излезе наяве.